# BWF International Series 2018
Die BWF International Series 2018 war die zwölfte Auflage der BWF International Series im Badminton.

## Turniere und Sieger
| Veranstaltung                   | Herreneinzel            | Dameneinzel           | Herrendoppel                                    | Damendoppel                               | Mixed                                        |
| ------------------------------- | ----------------------- | --------------------- | ----------------------------------------------- | ----------------------------------------- | -------------------------------------------- |
| Estonian International          | Lucas Claerbout         | Ksenia Polikarpova    | Andrey Parakhodin Nikolai Ukk                   | Ekaterina Bolotova Alina Davletova        | Peter Käsbauer Olga Konon                    |
| Swedish International Stockholm | Siddharth Pratap Singh  | Michelle Skødstrup    | Oliver Leydon-Davis Lasse Mølhede               | Emma Karlsson Johanna Magnusson           | Thom Gicquel Delphine Delrue                 |
| Iceland International           | Sam Parsons             | Saili Rane            | Alexander Dunn Adam Hall                        | Julie MacPherson Eleanor O’Donnell        | Rohan Kapoor Kuhoo Garg                      |
| Uganda International            | Pierrick Cajot          | Kate Foo Kune         | Artur Niyazov Dmitriy Panarin                   | Doha Hany Hadia Hosny                     | Jonathan Persson Kate Foo Kune               |
| Jamaican International          | Jason Ho-Shue           | Jamie Hsu             | Tarun Kona Saurabh Sharma                       | Jamie Hsu Jamie Subandhi                  | Osleni Guerrero Yeily Ortiz                  |
| Portugal International          | Rasmus Messerschmidt    | Qi Xuefei             | Lu Chen Ye Hong-wei                             | Li Zi-qing Teng Chun-hsun                 | Peter Käsbauer Olga Konon                    |
| Czech International             | Victor Svendsen         | Yuri Nakamura         | Bjarne Geiss Jan Colin Völker                   | Supissara Paewsampran Puttita Supajirakul | Peter Käsbauer Olga Konon                    |
| Indonesia International         | Shesar Hiren Rhustavito | Aurum Oktavia Winata  | Rian Swastedian Amri Syahnawi                   | Shela Devia Aulia Pia Zebadiah            | Amri Syahnawi Shella Devi Aulia              |
| Dutch International             | Cheam June Wei          | Julie Dawall Jakobsen | Arun George Sanyam Shukla                       | Chang Ya-lan Cheng Wen-hsing              | Thom Gicquel Delphine Delrue                 |
| Slovenian International         | Toby Penty              | Qi Xuefei             | Jeppe Bay Rasmus Kjær                           | Bengisu Erçetin Nazlıcan İnci             | Gregory Mairs Jenny Moore                    |
| Cameroon International          | Luis Ramón Garrido      | Hadia Hosny           | Mathias Pedersen Jonathan Persson               | Doha Hany Hadia Hosny                     | Adham Hatem Elgamal Doha Hany                |
| Ivory Coast International       | Luis Ramón Garrido      | Dorcas Ajoke Adesokan | Godwin Olofua Anuoluwapo Juwon Opeyori          | Evelyn Siamupangila Ogar Siamupangila     | Clement Krobakpo Dorcas Ajoke Adesokan       |
| Peru International              | Kevin Cordón            | Crystal Pan           | Enrico Asuncion Carlo Glenn Remo                | Daniela Macías Dánica Nishimura           | Artur Silva Pomoceno Fabiana Silva           |
| Mongolia International          | Loh Kean Yew            | Deng Xuan             | Lee Jian Liang Jason Wong Guang Liang           | Citra Putri Sari Dewi Jin Yujia           | Bimo Adi Prakoso Jin Yujia                   |
| Ghana International             | Harsheel Dani           | Ksenia Polikarpova    | Vasantha Kumar Hanumaiah Raganatha Ashith Surya | Harika Veludurthi Karishma Wadkar         | Vighnesh Devlekar Harika Veludurthi          |
| USA International               | B. R. Sankeerth         | Saya Yamamoto         | Joshua Hurlburt-Yu Duncan Yao                   | Akane Araki Riko Imai                     | Joshua Hurlburt-Yu Josephine Wu              |
| Bulgarian International         | Toma Junior Popov       | Neslihan Yiğit        | Christo Popov Toma Junior Popov                 | Gabriela Stoeva Stefani Stoeva            | Alex Vlaar Mariya Mitsova                    |
| Chile International             | nicht ausgetragen       | nicht ausgetragen     | nicht ausgetragen                               | nicht ausgetragen                         | nicht ausgetragen                            |
| Waikato International           | nicht ausgetragen       | nicht ausgetragen     | nicht ausgetragen                               | nicht ausgetragen                         | nicht ausgetragen                            |
| Sydney International            | Riichi Takeshita        | Ayumi Mine            | Hiroki Okamura Masayuki Onodera                 | Lee Chih-chen Liu Chiao-yun               | Tadayuki Urai Rena Miyaura                   |
| Polish International            | Kai Schäfer             | Rituparna Das         | Lin Shang-kai Tseng Min-hao                     | Mamiko Ishibashi Mirai Shinoda            | Jakub Bitman Alžběta Bášová                  |
| Mexico International            | Kevin Cordón            | Tahimara Oropesa      | Fabrício Farias Francielton Farias              | Lohaynny Vicente Luana Vicente            | Venkat Gaurav Prasad Juhi Dewangan           |
| Guatemala International         | Kevin Cordón            | Talia Ng              | Rubén Castellanos Aníbal Marroquín              | Talia Ng Josephine Wu                     | Joshua Hurlburt-Yu Josephine Wu              |
| Brazil International            | nicht ausgetragen       | nicht ausgetragen     | nicht ausgetragen                               | nicht ausgetragen                         | nicht ausgetragen                            |
| Singapur International          | Krishna Adi Nugraha     | Choirunnisa           | Yonny Chung Tam Chun Hei                        | Ng Tsz Yau Yuen Sin Ying                  | Yeung Ming Nok Ng Tsz Yau                    |
| Greece International            | Adrian Dziółko          | Luise Heim            | M. R. Arjun Shlok Ramchandran                   | Rutaparna Panda Arathi Sara Sunil         | M. R. Arjun Maneesha Kukkapalli              |
| Santo Domingo International     | Osleni Guerrero         | Fabiana Silva         | Joshua Hurlburt-Yu Duncan Yao                   | Lohaynny Vicente Luana Vicente            | Joshua Hurlburt-Yu Josephine Wu              |
| Egypt International             | Ade Resky Dwicahyo      | Thet Htar Thuzar      | Ade Resky Dwicahyo Azmy Qowimuramadhoni         | Pooja Dandu Sanjana Santosh               | Oliver Schaller Céline Burkart               |
| Bahrain International           | Ade Resky Dwicahyo      | Sri Fatmawati         | Ade Resky Dwicahyo Azmy Qowimuramadhoni         | Rachel Jacob Cherickal Jasmine Joy Bacani | Bahaedeen Ahmad Alshannik Domou Amro         |
| Malaysia International          | Gatjra Piliang Cupu     | Kisona Selvaduray     | Ko Sung-hyun Shin Baek-cheol                    | Payee Lim Peiy Yee Thinaah Muralitharan   | Andika Ramadiansyah Bunga Fitriani Romadhini |
| Norwegian International         | Rasmus Messerschmidt    | Sim Yu-jin            | Choi Sol-gyu Seo Seung-jae                      | Gabriella Bøje Marie Louise Steffensen    | Joel Eipe Mette Poulsen                      |
| Suriname International          | Kevin Cordón            | Lianne Tan            | Dennis Coke Anthony McNee                       | Daniela Macías Dánica Nishimura           | Cesar Brito Bermary Polanco                  |
| Irish Open                      | Léo Rossi               | An Se-young           | Choi Sol-gyu Seo Seung-jae                      | Emily Westwood Yang Li Lian               | Sam Magee Chloe Magee                        |
| Kazakhstan International        | Dmitriy Panarin         | Anastasia Redkina     | Artur Niyazov Dmitriy Panarin                   | Ekaterina Kadochnikova Anastasia Redkina  | Rodion Kargaev Viktoriia Vorobeva            |
| Welsh International             | Luís Enrique Peñalver   | Clara Azurmendi       | Max Flynn Callum Hemming                        | Julie MacPherson Holly Newall             | Matthew Clare Victoria Williams              |
| Nepal International             | Kunlavut Vitidsarn      | Chananchida Jucharoen | Supak Jomkoh Wachirawit Sothon                  | Aparna Balan Sruthi K.P.                  | Supak Jomkoh Supissara Paewsampran           |
| Turkey International            | Ikhsan Rumbay           | Özge Bayrak           | Leo Rolly Carnando Daniel Marthin               | Nita Violina Marwah Putri Syaikah         | Danny Bawa Chrisnanta Tan Wei Han            |